# Lokomotywa nr 1 (tramwaje w Timișoarze)
Lokomotywa nr 1 tramwajów w Timișoarze (rum. Locomotiva 1, w skrócie L1) – dawny wagon tramwajowy techniczny, użytkowany niegdyś przez sieć tramwajową w rumuńskim mieście Timișoara.

## Historia
Dwuosiowa lokomotywa elektryczna została zamówiona w 1914 r. w fabryce János Weitzer w Aradzie, w 1915 r. miał miejsce jej montaż, a w 1916 r. lokomotywa została dostarczona do ówczesnego przedsiębiorstwa tramwajowego Temesvári Villamos Városi Vasút (TVVV). Wyposażenie elektryczne dostarczyła firma AEG. Maszyna służyła do transportu towarów po miejskich torach tramwajowych w przemysłowej części miasta. Przewóz towarów uruchomiono 8 sierpnia 1916 r. przyłączając do sieci torów tramwajowych lokalny browar.
Z powodu coraz większej liczby zakładów przemysłowych posiadających, operator sieci tramwajowej w Timișoarze zadecydował o włączeniu do ruchu w roku 1928 i 1956 oprócz już kursującej L1, lokomotywy nr 2 oraz lokomotywy nr 3 – dwóch podobnych wagonów. Początkowo lokomotywa nr 1 kursowała bez numeru taborowego, dopiero w 1928 r. otrzymała w celu odróżnienia od innych wagonów oznaczenie L1.
Lokomotywa nr 1 pobierała prąd za pomocą fabrycznie zamontowanego odbieraka typu pałąkowego; w latach 20. XX wieku – równolegle do wymiany odbieraków w zwykłych tramwajowych wagonach silnikowych – odbierak pałąkowy wymieniono na odbierak typu lira. Z kolei w ramach przeprowadzanego w latach 1956–1960 programu modernizacji wymieniono odbierak lirowy na nożycowy. Spowodowało to konieczność podwyższenia części dachu lokomotywy.
W 1975 r. z powodu zamknięcia przewozu towarów tramwajami, lokomotywa nr 1 została przeniesiona do miejscowej fabryki wagonów i służyła do przetaczania wyprodukowanych w fabryce wagonów tramwajowych typu Timiș 2. W 1990 r. lokomotywę wycofano z użytku w związku z zamknięciem produkcji w fabryce. Według stanu z 2011 r. znajdowała się ona w hali zajezdni Dâmbovița.

## Dostawy
W 1915 r. powstał jedyny wagon tego typu.
| Państwo        | Miasto         | Lata dostaw    | Liczba | Oznaczenia |       |  |
| -------------- | -------------- | -------------- | ------ | ---------- | ----- |  |
| Austro-Węgry   | Timișoara      | 1915           | 1      | L1         | [ 1 ] |  |
| Łączna liczba: | Łączna liczba: | Łączna liczba: | 1      |            |       |  |